# Mithraeum du Circus Maximus
Pour les articles homonymes, voir Mithraeum.
Le mithraeum du Circus Maximus est un mithraeum de Rome situé près de l'extrémité du Circus Maximus la plus proche du Tibre à la limite du forum Boarium, sous une dépendance du Théâtre de l'Opéra donnant sur la via dell'Ara Massima.

## Histoire
Probablement vers le milieu du Ier siècle, un vaste bâtiment public est construit dans la partie sud-est du forum Boarium ; dans sa configuration initiale, il est considéré comme le siège d'un tribunal du praefectus urbi. Il est remanié à plusieurs reprises dans les siècles qui suivent et l'une des modifications les plus importantes est celle qui, au IIIe siècle, transforme son sous-sol en un mithraeum.
Faisant face aux carceres du Circus Maximus, il est découvert et fouillé en 1931 à l'occasion de travaux de construction d'une réserve pour les décors et les costumes du Théâtre de l'Opéra. Les premiers relevés sont publiés en 1932 par Antonio Maria Colini.

## Description
Le sous-sol de l'édifice du Ier siècle est assez bien conservé, avec cinq pièces rectangulaires parallèles et communiquant entre elles ; deux grands escaliers sur la façade regardant le Circus Maximus conduisaient à l'étage supérieur qui, lui, a disparu ; ils s'étendaient sur la presque totalité de la façade de l'édifice. Ces escaliers, surmontant des pièces plus petites, sont ajoutés lors d'une seconde phase de construction, probablement au IIe siècle.
Dans le courant ou vers la fin du IIIe siècle, certaines pièces sont réaménagées pour accueillir un mithraeum. L'accès principal devait alors se situer sur la façade est, via un couloir, alors qu'on y pénètre désormais par ce qui devait être un accès secondaire. Le sanctuaire proprement dit, le spelaeum (grotte), est accompagné d'une niche, sorte de sacristie. Le carrelage, composé de grandes briques, est daté de l'époque de Dioclétien.
Sur les parois de l'atrium, deux niches avec une base en marbre accueillent probablement les statues de Cautes et Cautopates, encadrées par deux consoles supportaient les colonnes des édicules. Quatre pièces communiquent entre elles grâce à un arc construit au niveau de leur jonction. Là se trouvaient les banquettes destinées à accueillir les fidèles. De chaque côté de l'entrée se trouvaient deux édicules dont l'un renfermait un récipient en terre cuite. Au centre de l'arc était enterrée une grande amphore en terre cuite, dans laquelle était probablement recueilli le sang des taureaux sacrifiés. Le sol était dallé de marbre, provenant partiellement de remplois.
Dans le mur du fond s'ouvrait un arc composé de pierre ponce pour sa partie basse et qui comportait plusieurs niches. Dans l'arc se trouvait un édicule de briques qui formait une niche semi-cylindrique couverte d'une coupole ; là se trouvait, bien en vue, la statue de Mithra. L'emplacement précis du bas-relief principal n'est pas établi, mais il figure une tauroctonie et conserve des restes des peintures qui le décoraient : Mithra tuant le taureau, flanqué de Cautes, Cautopates, Sol, Luna et le corbeau, et à gauche Mithra portant le taureau mort. Une inscription mentionne le nom du dédicant : Deo Soli Invicto Mithrae Ti(berius) Claudio Hermes ob votum dei typum d(ono) d(at) (« Au Dieu Soleil Mithra invaincu, Tiberius Claudio Hermes offre l'image du dieu après un vœu »).
Un second bas-relief plus petit se trouve dans une niche dans la paroi de droite et représente le sacrifice du taureau. D'autres inscriptions et dédicaces ont été retrouvées, apposées par des Liberti (esclaves affranchis).

### Liens connexes
- Liste de sanctuaires du culte de Mithra